# Bienvenue chez les Ronks !
Bienvenue chez les Ronks ! est une série télévisée d'animation française en 52 épisodes de 13 minutes, créée par Olivier Jean-Marie et Charles Vaucelle et diffusée depuis le 6 février 2017 sur France 3 dans l'émission Ludo, puis sur Disney Channel (France) à partir du 17 septembre 2017.

## Synopsis
Flash est une limace extraterrestre sur-évolué venu du futur qui a été envoyé à l'ère préhistorique pour faire découvrir aux hommes de l'époque les gadgets utiles afin de faire accélérer le processus d'évolution. Dès son arrivée, il y rencontre plusieurs hommes de Néandertal dont Walter et une petite fille préhistorique, Mila. Ne voulant donc plus retourner de sitôt dans le futur à moins d'avoir terminé sa mission. La tribu a pour chef Mama, il suffit donc à Flash de lui demander de faire passer ces inventions. Or la réalité du pouvoir appartient à Mormagnon, un puissant leader qui pose systématiquement son véto car n'a pas du tout envie de voir le village évoluer, la tâche va donc s'avérer plus compliquée que prévu pour Flash. Heureusement, il sera aidé par ses deux nouveaux amis à la tâche et ceci malgré les malentendus entre Walter et Flash puisque Walter pense que Flash veut lui voler Mila.

## Fiche technique
- Titre : Bienvenue chez les Ronks !
- Création : Olivier Jean-Marie et Charles Vaucelle
- Réalisation : Jean-Christophe Dessaint (épisodes 11-52) et Charles Vaucelle (épisodes 1-20)
- Scénario : Louis Aubert et Guillaume Cochard
- Montage : Lou Bouniol
- Musique : Vincent Artaud
- Production : Marc du Pontavice
  - Production exécutive : Marie-Laurence Turpin
- Société de production : Xilam,
- Pays d'origine :  France
- Langue originale : français
- Genre : série d'animation, comédie
- Durée : 13 minutes

## Distribution
- Sébastien Desjours : Flash
- Kaycie Chase : Mila
- Damien Boisseau : Walter
- Éric Métayer : Mormagnon
- Colette Noël : Mama

- Version française :
  - Société de doublage : Piste Rouge
  - Direction artistique : Anne Mathot
  - Adaptation des dialogues : Nevem Alokpah, François Bercovici et Marianne Rabineau

 Source et légende : version française (VF) sur RS Doublage

## Personnages
- Flash est un extraterrestre de couleur bleu qui  veut faire découvrir la nouvelle technologie à la tribu des Ronks.
- Mila est une fille naine Néandertal et la seule membre de la tribu qui a confiance en Flash.
- Walter est l'oncle de Mila. Il se méfie de Flash et de sa technologie mais il le tolère grâce à Mila.

### Personnages récurrents
- Mormagnon est le conteur de la tribu et le rival de Flash, c'est un monstre avec deux cornes sur la tête.
- Godzi est le serviteur de Mormagnon, c'est une sorte de lézard qui crache du feu.
- Mama est le chef de la tribu.

## Épisodes

### Saison 1 (France 3)
1. Les Rois du ciel
2. Touche pas à mon gnou
3. La Roue de l'infortune
4. Allô, les Ronks ?
5. Place au sport
6. L'Âge du caoutchouc
7. Le Méga gorille
8. Les Baskets de la gloire
9. Déboussolés
10. Retiens la nuit
11. Course pour les Ronks
12. Le Confort moderne
13. Le Sourire qui tue
14. Flash zéro techno
15. Flash et les mutants
16. Star intergalactique
17. Ça chauffe pour les Ronks
18. L'Inspection
19. Club Ronk et relaxation
20. Baby-sitting de l'extrême
21. Un peu de sérieux
22. Le Dodo au volant
23. Mama recolle les morceaux
24. Épreuve de l'eau
25. Une enquête dé-coiffante
26. Flash, fais-moi peur !

### Saison 2 (Disney Channel)
1. Un anniversaire explosif
2. Les Ronks font du ski
3. Sept clics avant le désastre
4. L’imposteur
5. Retour au Jurassique
6. Parole de Godzi
7. L’important c’est de gagner
8. Tempête sur les Ronks
9. Sors de ce corps !
10. Faut pas pousser !
11. Y a pas de quoi rigoler
12. Mila la rebelle
13. Le chasseur qui savait chanter
14. Haute couture
15. L'exil de Mormagnon
16. Le remplaçant de Mama
17. Illusions gourmandes
18. Le premier Ronk sur Mars
19. La science de l'amour
20. La ruée vers l'eau
21. Pas vu, pas pris
22. Walter cogite !
23. Super Cro-Magnon
24. Joyeux Noël
25. Flash, t'es viré !
26. La grande crasse